# Igor Wsewolodowitsch Girkin

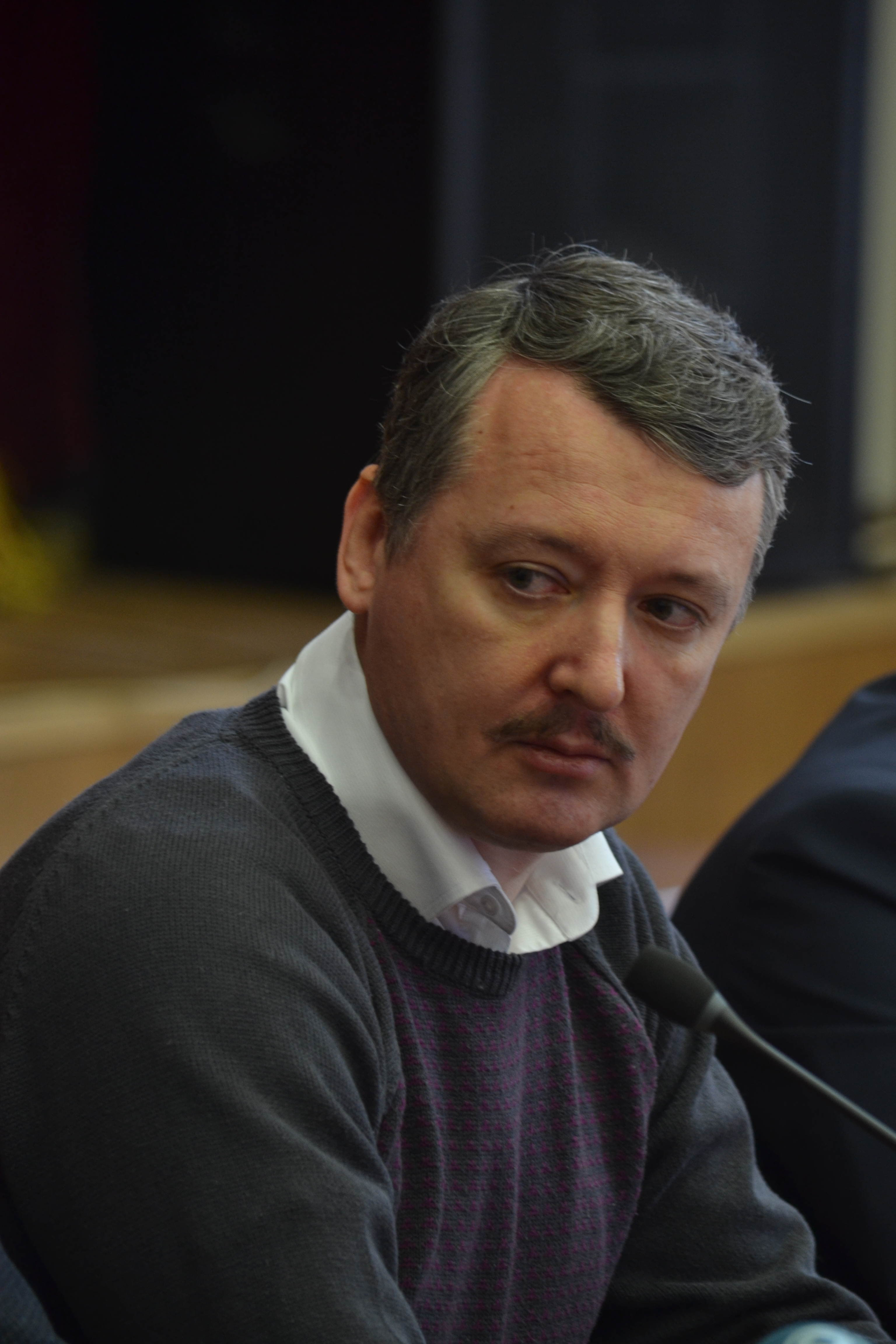
Igor Girkin (2015)

Igor Wsewolodowitsch Girkin (russisch Игорь Всеволодович Гиркин; * 17. Dezember 1970 in Moskau) ist ein russischer Ultranationalist und ehemaliger Geheimdienstmitarbeiter. Im Russisch-Ukrainischen Krieg war Girkin einer der militärischen Führer der separatistischen Volksrepublik Donezk. Girkin ist ehemaliger Geheimdienstoberst, in der Öffentlichkeit trat er unter dem Pseudonym Igor Iwanowitsch Strelkow (russisch Игорь Иванович Стрелков) auf. Girkin ist im Zusammenhang mit dem Abschuss des Malaysia-Airlines-Fluges 17 von einem Gericht in den Niederlanden in Abwesenheit zu einer lebenslangen Haftstrafe verurteilt worden und international zur Verhaftung ausgeschrieben. Als Militärblogger hat er seit dem Beginn des russischen Überfalls auf die Ukraine im Februar 2022 der russischen Regierung und Präsident Putin eine zu schwache Haltung in diesem Krieg vorgeworfen. Im Juli 2023 wurde Girkin von russischen Behörden wegen seiner regierungskritischen Äußerungen und seiner Beleidigungen von Putin festgenommen und im Jahr darauf zu vier Jahren Straflager verurteilt.

## Leben

### Vor dem russisch-ukrainischen Krieg
Nach eigenen Angaben war Girkin bis März 2013 Oberst der Reserve des russischen Inlandsgeheimdienstes FSB, Quellen der Europäischen Union vermuten, dass er dem Militärnachrichtendienst GRU der russischen Streitkräfte angehörte. Laut dem ukrainischen Inlandsgeheimdienst SBU bekleidete er den Dienstgrad eines russischen Obersten.
Girkin war im Ersten und Zweiten Tschetschenienkrieg tätig. Er war auch während des Transnistrienkonflikts sowie als Freiwilliger auf serbischer Seite im Bosnienkrieg aktiv. Girkin werden zahlreiche Kriegsverbrechen vorgeworfen. Beispielsweise soll er am Višegrad-Massaker beteiligt gewesen sein, bei dem ca. 3000 bosnische Zivilisten ermordet wurden. Bei einer Veranstaltung der Zeitung Nesawissimaja gaseta Anfang Juni 2013 in Moskau hielt er laut Tagungsstenogramm einen Vortrag über Strategien militärischer Aktionen außerhalb der russischen Landesgrenzen, bei denen er nicht großangelegte Militärmanöver, sondern „spezielle Präventivoperationen“ „außerhalb legaler Methoden“ wie die Ermordung gegnerischer Anführer propagiert habe.
Girkin hatte Verbindungen zum Russischen Institut für Strategische Studien, das in Veröffentlichungen propagierte, dass die ehemaligen Sowjetrepubliken nicht als voll souverän angesehen werden sollten und daher nicht vollständig dem Völkerrecht unterlagen.

### Annexion der Krim
Nach seinem Ausscheiden aus dem FSB fand Girkin eine Anstellung als Leiter des Sicherheitsdienst des russischen Geschäftsmanns Konstantin Malofejew, der wegen seiner engen Verbindungen zur Russisch-Orthodoxen Kirche und zum Kreml „der orthodoxe Oligarch“ genannt wurde. Im Januar 2014 reiste Girkin in dessen Auftrag nach Kiew, wo er für die Sicherheit einer Tour religiöser Reliquien zum Kiewer Höhlenkloster verantwortlich war. Die Reliquien gehörten zu den Gaben der Heiligen Drei Könige und wurden in Russland, Belarus und der Ukraine ausgestellt. Während seines Aufenthalts besuchte er den Euromaidan und kam nach Gesprächen mit Menschen vor Ort zur Überzeugung, dass die Proteste erfolgreich sein würden und die Ukraine in naher Zukunft auseinanderfallen würde.
Die Tour der Reliquien zog Ende Januar auf die Krim weiter, wo sich Malofejew mit dem Sprecher des Krim-Parlaments, Wladimir Konstantinow, traf und mit ihm die Frage erörterte, ob er bereit sei, „drastischere Maßnahmen“ zur Durchsetzung der Autonomie der Krim zu ergreifen, falls Kiew im Chaos versinken sollte.  Nach weiteren Treffen Malofejews mit den lokalen Politikern Sergei Aksjonow und Rustam Temirgalijew kehrten Malofejew und Girkin nach Moskau zurück. Der Kreml erhielt in der ersten Februarhälfte ein Strategiepapier, das von der russischen Zeitung Nowaja gaseta ein Jahr später veröffentlicht wurde. Das Papier stellte fest, dass die Regierung von Präsident Wiktor Janukowytsch „völlig bankrott“ sei und keine Zukunft habe und schlug vor, Separatistenbewegungen in der Südostukraine zu unterstützen und sich dabei auf die Krim und die Region Charkiw zu konzentrieren. Der Kreml und Malofejew bestritten jede Verbindung zu diesem Papier.
Auf Malofejews Empfehlung wurde Girkin Ende Februar von Sergei Aksjonow, Mitglied des Parlaments der Autonomen Republik Krim und späterer Ministerpräsident der Krim, als sein „Sicherheitsberater“ zurück auf die Krim eingeladen, der ihm die Leitung seiner Milizen übertrug. Offizieller Befehlshaber der Milizen war Aksjonow enger Mitarbeiter Michail Scheremet, Girkin war jedoch für die operative Kontrolle einiger Einheiten und deren Koordinierung mit russischen Sicherheitskräften verantwortlich. Berichten zufolge stellte er sich bei lokalen Milizionären als „Abgesandter des Kremls“ vor.
Am Morgen des 27. Februars besetzten Milizen das Regionalparlament in Simferopol. Das Regionalparlament der Krim setzte in einer Abstimmung einen neuen Regierungschef ein und beschloss, ein Referendum über die Unabhängigkeit der Krim durchzuführen. In einem Streitgespräch mit dem konservativen Publizisten Nikolai Starikow im Januar 2015 bestätigte Girkin westliche Berichte, dass die Abgeordneten unter Androhung von Gewalt zur Teilnahme an der Parlamentssitzung aufgefordert wurden. Rückblickend erklärte Girkin: „Die Abgeordneten wurden von der Volksmiliz eingesammelt, um sie ins Parlament zu treiben, damit sie abstimmen.“ Auch widersprach er der Darstellung, dass Bewohner, lokale Politiker und lokale Sicherheitskräfte die Abspaltung der Krim geschlossen unterstützt hätten und bestätigte, dass die die massive Präsenz russischer Truppen für die Übernahme entscheidend gewesen sei.
Girkins Einheit war auch an der einzigen direkten gewaltsamen Auseinandersetzung mit dem ukrainischen Militär beteiligt, die am 18. März im Kartographiezentrum in Simferopol stattfand und bei der ein ukrainischer Soldat getötet wurde. Einem anderen Bericht zufolge, wurden bei diesem Vorfall zwei Menschen getötet. Girkin wurde später von den Krim-Behörden wegen seiner Rolle bei der gewaltsamen Erstürmung des Stützpunkts der Fahrlässigkeit beschuldigt. Dies führte zur Entwaffnung und Auflösung von Girkins Einheit.

### Krieg im Donbass
Russische Bürger führten von April bis August 2014 die Separatistenbewegung in Donezk an und wurden für den Krieg im Donbass von Freiwilligen und mit Material aus Russland unterstützt. Die aus Russland in die Ukraine eingedrungene Gruppe von 52 Mann um Girkin fand keine lokalen Anführer und anfangs nur etwa 150 bis 200 Unterstützer.
Girkin sagte, dass der Krieg in der Ostukraine nicht von den russischsprachigen Donbass-Bewohnern selbst ausging, sondern dass er „den Auslöser zum Krieg […] gedrückt“ habe. Die Sichtweise, dass es ohne Girkin nicht zum Krieg gekommen wäre, wird auch von Pawlo Hubarjew, einem der Wortführer der prorussischen Bewegung in Donezk, gestützt.
Am 26. April 2014 wurde Girkin von Denis Puschilin, dem Führer der proklamierten „Volksrepublik Donezk“, zum Anführer des Militär- und Sicherheitsbereichs ernannt. Girkin erwartete, dass Moskau den Donbass wie die Krim nach dem Referendum vom 11. Mai 2014 annektieren würde. Zum Verteidigungsminister der Volksrepublik Donezk wurde Mitte Mai Alexander Kischinez ernannt, Girkin führte seitdem als „Generalissimus“ beziehungsweise Armeechef die Separatisten in Slowjansk. Er beklagte den fehlenden Rückhalt bei der Verteidigung „russischen Bodens“ und beschwor die Bevölkerung, endlich zu den Waffen zu greifen: „Ich hätte nie gedacht, dass sich in der ganzen Region nicht einmal 1000 Männer finden, die bereit sind, ihr Leben zu riskieren.“
Nach der Einnahme von Slowjansk wurden Ende April 2014 der 19-jährige Student Jurij Poprawka, der 25-jährige Jurij Djakowskyj und der Lokalpolitiker Wolodymyr Rybak, welcher versucht hatte, die ukrainische Flagge am Stadtrat von Horliwka wieder anzubringen, entführt. Ihre Leichen wurden später im Fluss Kasennyj Torez entdeckt und wiesen mehrere Folterspuren auf. Girkin bekannte sich im Mai 2020 in einem Interview dazu, den Befehl gegeben zu haben, Poprawka und Djakowskyj zu erschießen. Während der Besetzung der Stadt hatte Girkin unter Berufung auf das Dekret des Obersten Sowjet der UdSSR zum Kriegsrecht vom 22. Juni 1941 mindestens drei Männer hinrichten lassen. Ebenso bekannte er sich dazu, Zivilisten als menschliche Schutzschilde gegen ukrainischen Artilleriebeschuss zu missbrauchen. Nach Berichten von Augenzeugen herrschte in der Stadt völlige Rechtlosigkeit. Am 14. August 2014 erklärte er seinen Rücktritt als Militärchef, mit der Begründung, er habe jetzt andere Aufgaben übernommen. Der Abzug der von ihm kommandierten Truppen aus Slowjansk Anfang Juli 2014 soll ihm herbe Kritik aus dem eigenen Lager eingebracht haben, die zu seinem Rücktritt geführt haben könnte.
Am 17. Juli 2014 wurde der Malaysia-Airlines-Flug 17 (MH17), eine zivil eingesetzte Boeing 777, über der Ostukraine von Milizionären abgeschossen. Aus abgehörten Gesprächen, welche die Strafermittler des Abschusses von Flug MH17 auswerteten und im November 2019 veröffentlichten, geht hervor, dass die Befehlskette der regierungsfeindlichen Kräfte nach Russland reichte. Die wichtigsten Kommandanten und Funktionäre der selbsterklärten Republiken, darunter offensichtlich auch Girkin, benutzten spezielle russische Übermittlungstechnik, um mit hochrangigen Moskauer Funktionären wie Wladislaw Surkow zu kommunizieren. Die Neue Zürcher Zeitung schrieb:

„Die Mär vom Aufstand der Freiwilligen in der Ostukraine und Moskaus fehlendem Einfluss ist seit längerem entlarvt. Dass die obersten Funktionäre der selbsternannten «Volksrepubliken» Donezk und Luhansk regelmäßig in Moskau ihre Direktiven abholen, ist kein Geheimnis.“

Auf einem ihm zugeordneten Account des Onlinenetzwerkes vk.com wurde zum Zeitpunkt des Absturzes von Malaysia-Airlines-Flug 17 der Abschuss einer Militärtransportmaschine veröffentlicht mit dem Zusatz, dies sei eine Warnung für die Zentralregierung in Kiew, die von den Separatisten besetzten Gebiete nicht zu überfliegen. Später behauptete Girkin, Gegner Russlands hätten mit Absicht ein Flugzeug mit 298 Leichen an Bord über dem Kampfgebiet abstürzen lassen.
Im August 2014 nahm Girkin an einem Treffen mit Alexander Dugin und dem russischen Oligarchen Konstantin Malofejew auf dem Gelände des Klosters Walaam teil.
Nach der Unterzeichnung des auch einen Waffenstillstand beinhaltenden Minsker Protokolls verlas Girkin am 11. September in Moskau eine Erklärung, in der er eine innerhalb Russlands agierende Fünfte Kolonne für die unzureichende Unterstützung Neurusslands durch den russischen Präsidenten Putin verantwortlich machte; im Anschluss daran beantwortete er Fragen der anwesenden Pressevertreter.
Nach seiner Rückkehr nach Russland gründete Girkin in der Russischen Föderation die Bewegung „Neurussland“ mit dem Ziel, „die russische Welt zu erhalten und ein einheitliches Großrussland“ wiederherzustellen. Er beklagte im März 2015 erneut die Untätigkeit der russischen Regierung. Er forderte, die selbsternannten Volksrepubliken Donezk und Lugansk in die Russische Föderation aufzunehmen. Girkin erreichte eine hohe Bekanntheit, es wurden ihm sogar ernsthafte Chancen für einen Einstieg in die Politik zugeschrieben.
2017 bestätigte Girkin, dass nicht eine „Landwehr“ aus Bürgern der Region, sondern die „reguläre Armee“ Russlands dort kämpfe. 2018 beschuldigte Girkin die russische Regierung, am wirtschaftlichen Niedergang der Volksrepublik Donezk schuld zu sein. Wladimir Putins Beauftragte hätten die Region „ausgeraubt“, „Banditen“ seien dabei, das Donbass „auszuplündern“. Die wichtigsten Fachkräfte seien nach Russland gebracht worden. Wegen angeblicher finanzieller Probleme bot er im Frühjahr 2019 seine Medaille für die Rückholung der Krim zum Verkauf an.

### Äußerungen und Aktionen zum Krieg in der Ukraine und Verurteilung
Als viel beachteter Militärblogger hat er seit dem Beginn des russischen Überfalls auf die Ukraine im Februar 2022 der russischen Regierung eine zu schwache Haltung in diesem Krieg vorgeworfen; er sprach sich für eine Generalmobilmachung aus. Im April 2022 beklagte er, die russische Führung habe aus den ersten Wochen des Krieges keine Schlüsse gezogen und es würde der russischen Seite an Streitkräften fehlen.
Im Mai 2022 warf er dem russischen Verteidigungsminister Sergei Schoigu „kriminelle Nachlässigkeit“ vor; Schoigu sei schuld an der schlechten Vorbereitung seiner Streitkräfte für den Krieg gegen die Ukraine.
Im September 2022 forderte Girkin gar dessen Hinrichtung durch ein Erschießungskommando. Zudem sprach er sich für Angriffe auf ukrainische Kernkraftwerke aus sowie für den Einsatz von taktischen Nuklearwaffen, um „20 Millionen Flüchtlinge nach Europa zu treiben“.
Girkin äußerte auch scharfe Kritik daran, dass der russische Außenminister Sergei Lawrow nur noch die „Befreiung“ des Donbass anstatt der „Entnazifizierung“ und „Demilitarisierung“ der ganzen Ukraine als vorrangiges Ziel des Krieges ausgegeben habe und der Kreml auch nicht mehr die Legitimität der Ukraine als Staat in Frage stelle. Girkin verglich Putin mit Napoleon, der habe zwar Moskau erobert, aber hätte sich nach Ausbleiben einer Übergabe trotzdem zurückziehen müssen und sei vernichtend geschlagen worden (siehe Russlandfeldzug 1812). Mitte September 2022 sagte Girkin zum Krieg: „Wir haben schon verloren, es ist nur eine Frage der Zeit.“
Nichtsdestotrotz gab Girkin bekannt, dass er seit Oktober 2022 Teil der aktiven russischen Armee sei, und teilte ein Foto auf sozialen Medien, das ihn in der Ukraine zeigen soll. Laut einem Bericht des Institute for the Study of War sollte Girkin zusammen mit Jewgeni Prigoschin, Gründer der Gruppe Wagner, Kämpfer für ein Freiwilligenbataillon rekrutieren.
Im Dezember 2022 erklärte Girkin, der „Kopf des Fisches sei völlig verrottet“. „Die Leute auf der mittleren Ebene verbergen nicht einmal ihre Ansichten, die, wie soll ich sagen, nicht gerade schmeichelhaft für den Präsidenten oder den Verteidigungsminister sind.“ Im Januar 2023 erklärte er: „Russland steht am Rande einer militärischen Niederlage, und auch die Einnahme kleiner Städte und Dörfer ändert nichts an dieser Situation. Nicht nur untalentierte Generäle und selbstsüchtige Beamte sollten zur Verantwortung gezogen werden, sondern auch der Oberbefehlshaber, der sie ernannt hat und der sich hartnäckig weigert, sie zu ändern.“ Girkin erklärte jedoch auch, gegen einen Wechsel des Oberbefehlshabers in Kriegszeiten zu sein.
Im Frühjahr 2023 gründete Girkin den Klub der aufgebrachten Patrioten – eine Gruppe von ultranationalistischen Militaristen, die eine Niederlage in der Ukraine um jeden Preis verhindern will.

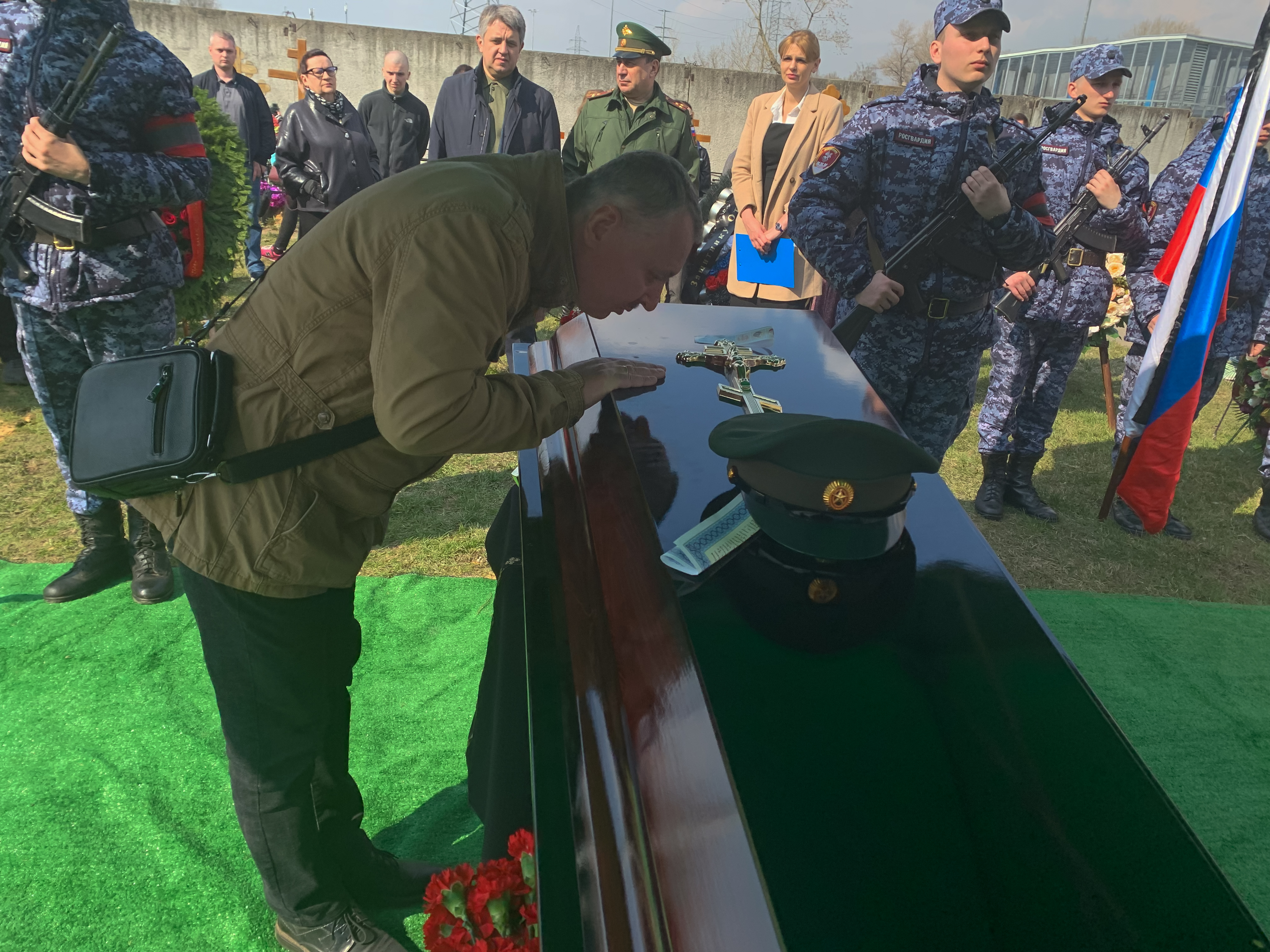
Girkin im April 2023 bei einer Beerdigung

Am 21. Juli 2023 wurde Girkin in Moskau wegen „Extremismus“ festgenommen. Wenige Tage zuvor hatte er den russischen Staatspräsidenten Wladimir Putin über Telegram beschimpft, indem er unter anderem erklärte, dass sich seit „23 Jahren“ ein „Nichts an der Spitze des Staates“ befinde, „der es geschafft hat, einem bedeutenden Teil der Bevölkerung Sand in die Augen zu streuen [...] Noch sechs Jahre dieses feigen Nichtskönners an der Macht“ werde „das Land nicht aushalten.“ Alles, was Putin noch Gutes tun könne, wäre, die Macht an einen „wirklich handlungsfähigen und verantwortungsbewussten“ Nachfolger zu übergeben. Von kremlkritischen Beobachtern wurde die Verhaftung Girkins als signifikante Wende in der russischen Innenpolitik bewertet. Während die russische Regierung mit aller Härte gegen ihre Kritiker aus dem liberalen und gemäßigten Lager vorgegangen sei, hätten die russischen Ultranationalisten lange Zeit eine erstaunliche Freiheit in Bezug auf die Kritik an der russischen Führung, einschließlich des Präsidenten selbst gehabt. Girkin habe dabei „alle denkbaren Grenzen überschritten“.
Im Januar 2024 wurde Girkin vom Stadtgericht Moskau zu vier Jahren Straflager verurteilt. Das Gericht sah in Girkins Äußerungen einen Aufruf zu „Extremismus“. Girkin darf außerdem drei Jahre keine Onlinemedien leiten. Am 6. November 2024 wurde die Haftstrafe von Russlands Oberstem Gericht bestätigt.

### Ankündigung einer Präsidentschaftskandidatur
Im August 2023 gab Girkin bekannt, bei den russischen Präsidentschaftswahlen 2024 antreten zu wollen. Er halte sich „in Militärfragen für kompetenter als der amtierende Präsident und sicherlich für kompetenter als der Verteidigungsminister“. Putin sei „nicht nur von seinen Partnern im Westen und in Kiew an der Nase herumgeführt worden, sondern auch von den Chefs unserer Sicherheitsbehörden, Geheimdienste und der Militärindustrie“. Bis zum Jahresende konnte sich Girkin jedoch nicht als Kandidat zur Wahl registrieren, weil er im Gefängnis saß und seine Petition, ihm ein Treffen mit einem Notar zu erlauben, nicht vor Ablauf der Registrierungsfrist bearbeitet bzw. beantwortet wurde.

## Auftritt und Selbstbild

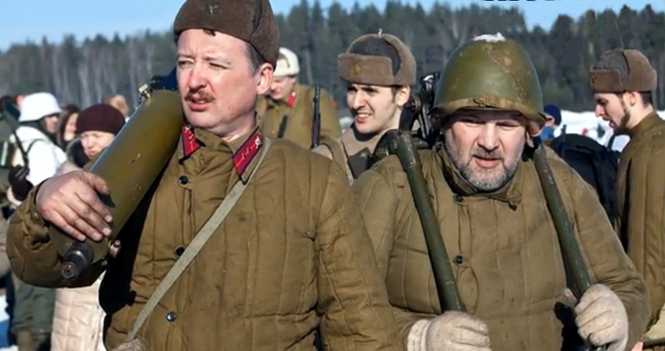
Girkin (links) während einer Nachstellung des Zweiten Weltkriegs

Girkin trat in der Öffentlichkeit unter dem Pseudonym Igor Iwanowitsch Strelkow (russisch Игорь Иванович Стрелков) auf.
Von den Separatisten in der Ostukraine wurde er auch Strelok (deutsch Schütze) genannt.
Girkin bezeichnete sich als Führer einer „russisch-orthodoxen Armee im Dienste Gottes und des russischen Volkes“. Aus diesem Grunde erließ er ein Fluchverbot für seine Einheiten. Seine Heimat sei die „UdSSR von Brest bis Wladiwostok“. Die Regierung in Kiew nannte er Christenhasser. Die Ukraine sei kein Staat, sondern ein „von ausländischen Kräften geschaffenes Konstrukt“, die Ukrainer seien keine Nation, sondern ein „russisches Volk“.
Girkin soll mehrfach an Reenactments von historischen Schlachten in verschiedenen Kostümen teilgenommen haben. Das Magazin The New Republic will aus der Analyse der im Netz kursierenden Fotos solcher Reenactments ein besonderes Faible Girkins für Kämpfer der antibolschewistischen Weißen Bewegung erkannt haben.

## Sanktionen und internationale Strafverfolgung
Am 29. April 2014 wurde Girkin auf die Sanktionsliste der Europäischen Union gesetzt.
Laut Sanktionsliste wurde er als Mitarbeiter der Hauptverwaltung für Aufklärung beim Generalstab der Streitkräfte der Russischen Föderation (GRU) identifiziert, war an Zwischenfällen in Slowjansk beteiligt und war Assistent für Sicherheitsfragen des Ministerpräsidenten der Krim, Sergei Aksjonow.
Angehörige der Opfer des Passagierflugzeuges MH17 haben im Juli 2015 Girkin vor einem Gericht in Chicago auf 900 Millionen US-Dollar Schadenersatz verklagt.
Das Gericht hat jedem der 19 Kläger 20 Millionen US-Dollar zugestanden.
Den vier mutmaßlichen Verantwortlichen für den Abschuss wurde von einem niederländischen Gericht in Abwesenheit der Prozess gemacht, gegen sie wurden 2019 internationale Haftbefehle ausgestellt. Neben Girkin wurden sein damaliger Stellvertreter Sergei Dubinski, der stellvertretende Geheimdienstchef der sogenannten Volksrepublik Donezk, Oleg Pulatow, sowie der ukrainische Staatsbürger Leonid Chartschenko, der zur Zeit des Abschusses eine Einheit der sogenannten Separatisten in der Ost-Ukraine kommandierte, angeklagt. Am 17. November 2022 wurde Girkin mit zwei weiteren Angeklagten für ihre Beteiligung am Abschuss in Abwesenheit zu lebenslangen Haftstrafen verurteilt.